# Ludrová
Ludrová (in ungherese Nemesludrova) è un comune della Slovacchia facente parte del distretto di Ružomberok, nella regione di Žilina.